# Bryophila ravula grisescens
Bryophila ravula grisescens é uma subespécie de insetos lepidópteros, mais especificamente de traças, pertencente à família Noctuidae.
A autoridade científica da subespécie é Oberthür, tendo sido descrita no ano de 1918.
Trata-se de uma subespécie presente no território português.